# Cas Blau
|  | Aquest article tracta sobre la Segona Guerra Mundial. Si cerqueu l'operació de la Primera Guerra Mundial, vegeu «Campanya del Caucas». |

Fall Blau, més tard anomenada l'Operació Braunschweig, va ser el nom donat per les Forces Armades Alemanyes (Wehrmacht) per al seu pla d'ofensiva estratègica l'estiu de 1942 al sud de Rússia entre el 28 de juny i 24 de novembre de 1942.
L'operació va ser una continuació de la de l'any anterior Operació Barbarossa, destinada a cridar finalment a la Unió Soviètica de la guerra, i va involucrar un doble atac contra els camps petrolífers rics de Bakú, així com un avanç en la direcció de Stalingrad pel riu Volga, per cobrir els flancs de l'avanç cap a Bakú. Per aquesta part de l'operació, el Grup d'Exèrcits del Sud (Heeresgruppe Süd) de l'Exèrcit Alemany (Wehrmacht Heer) va ser subdividit en Grups d'Exèrcit A i B (Heeresgruppe A i B). El Grup d'Exèrcits A va ser encarregat de creuar les muntanyes del Caucas per arribar als camps petroliers de Bakú, mentre que el Grup d'Exèrcits B va haver de protegir seus flancs al llarg del Volga.